# Snapchat
Snapchat je besplatna mobilna aplikacija za Android i iOS uređaje te je jedna od najpopularnijih, najbrže rastućih aplikacija. Od veljače 2018. godine, Snapchat broji preko 187 000 000 aktivnih korisnika.

## Povijest
Snapchat su kreirali 2011. godine tadašnji stanfordski studenti Evan Spiegel, Bobby Murphy i Reggie Brown.

## Značajke
Aplikacija Snapchat jedinstvena je po tome što su fotografije, videozapisi i poruke primatelju dostupne samo kratko vrijeme nakon što ih je dobio. Fotografije i videozapise može se uređivati dodajući im filtere i efekte, tekstualne opise i crteže. Snapove možemo poslati privatno određenim kontaktima, na polujavni Story ili na javni Story zvan Our Story. Mogućnost slanja videozapisa je dodana u prosincu 2012. godine.

## Vanjske poveznice
- Što je Snapchat i kako ga koristiti? – tportal.hr
- (engl.) What is Snapchat, how does it work, and what is it used for? – pocket-lint.com